# Polina Gorshkova
Polina Petrovna Gorshkova (russo:  Полина Петровна Горшкова; IPA: [pɐˈlʲinə ɡɐrˈʂkovə]; Tolyatti, 22 de julho de 1989) é uma handebolista profissional russa, medalhista olímpica.

## Carreira
Gorshkova conquistou a medalha de prata com a equipe do Comitê Olímpico Russo nos Jogos Olímpicos de Verão de 2020 em Tóquio, após confronto contra a Seleção Francesa de Handebol Feminino na final.